# Laurent Pionnier
Laurent Pionnier (Bagnols-sur-Cèze, 24 mei 1982) is een Frans voormalig voetballer die speelde als doelman. Tussen 2002 en 2018 speelde hij voor Montpellier en Libourne.

## Carrière
Pionnier speelde in de jeugdopleiding van Montpellier, wat dicht bij zijn geboorteplaats Bagnols-sur-Cèze is. In 2002 werd de doelman toegelaten tot de eerste selectie van de club. Zijn debuut kwam op 19 oktober 2002, toen met 3–1 werd verloren van En Avant de Guingamp. Na een rode kaart van eerste doelman Rudy Riou mocht hij invallen voor aanvaller Marc-Éric Gueï in de zevenentwintigste minuut. Hij was twee seizoenen achtereen eerste doelman bij Montpellier en hierna werd Pionnier voor de duur van één seizoen verhuurd aan Libourne. Voor die club in de Ligue 2 speelde hij zeventien wedstrijden. In de zomer van 2018 zette de doelman een punt achter zijn actieve loopbaan.